# Вис, Йоп
Йоханнес Кунрад (Йоп) Вис (нидерл. Johannes Coenraad "Joop" Vis; 6 августа 1912, Амстердам — 9 сентября 1984, там же) — нидерландский футболист, игравший на позиции вратаря, выступал за амстердамский клуб «Аякс».

## Клубная карьера
В 1930 году Йоп перешёл в швейцарский клуб «Шлирен», до этого он был игроком амстердамского клуба АФК. Летом 1931 года перешёл в амстердамский ВВА. На тот момент он проживал на западе Амстердама по адресу Адмираленграхт 93. В феврале 1933 года запросил перевод из ВВА в «Аякс».
В составе «Аякса» голкипер дебютировал 14 мая 1933 года против румынского клуба «Рипенсия» — товарищеская встреча завершилась вничью со счётом 3:3. В середине июля отправился с командой в турне по Балканским странам, заменив заболевшего Яна де Бура. 15 июля амстердамцы уступили в Белграде местному клубу «Београдски», а затем отправились в Румынию, где футболисты сыграли против двух команд из Бухареста — «Венус» и «Униря Триколор».
В начале сезона 1933/34 защищал ворота на Кубке АРОЛ, на котором его команда одержала победу. В чемпионате Нидерландов впервые сыграл 17 сентября против клуба АДО. На выезде в Гааге амстердамцы одержали победу со счётом 1:4. В следующем туре «Аякс» проиграл дома роттердамской «Спарте». Йоп в той игре допустил несколько ошибок, которые привели к пропущенным голам. В следующем туре место в воротах занял Геррит Кейзер, вернувшийся перед началом сезона из Англии. В начале сезона 1934/35 сыграл два матча на Кубке АРОЛ, однако в чемпионате за «красно-белых» он больше не сыграл. Летом 1935 года покинул клуб.
С сезона 1935/36 играл за клуб «Аванти», выступавший в четвёртом классе чемпионата Нидерландов. В начале 1936 года дважды вызывался в сборную, которая проводила выставочные матчи между игроками амстердамских команд третьего и четвёртого класса чемпионата.

## Личная жизнь
Йоп родился в августе 1912 года в Амстердаме. Отец — Корнелис Вис, мать — Паулина Грип. Оба родителя были родом из Амстердама, они поженились в августе 1911 года — на момент женитьбы отец работал токарем. В их семье воспитывалось ещё двое детей: сын Корнелис и дочь Велхелмина Корнелия.
Женился в возрасте тридцати лет — его супругой стала 22-летняя Янна Корнелия де Хамер, уроженка Амстердама. Их брак был зарегистрирован 1 апреля 1943 года в Амстердаме. В январе 1948 года уехал работать в Батавию, но спустя четыре года вернулся в Амстердам.
Умер 9 сентября 1984 года в Амстердаме в возрасте 72 лет.